# フランチェスコ・グラツィアーニ
フランチェスコ・グラツィアーニ（Francesco Graziani、1952年12月16日 - ）は、イタリア、ローマ出身の元同国代表の元サッカー選手。ポジションはFW。

## 代表歴
- イタリア代表 1975-1983
  - 代表デビュー：1975年4月19日 vs ポーランド
  - 代表通算：64試合出場 23得点
  - 1982年FIFAワールドカップ優勝。

## タイトル
- セリエA得点王 : 1976-77[2] (21得点)